# ダイクエンチ
ダイクエンチ（Die quench)とは、高強度のプレス加工部品を製作する工法及び、その工法により製作される部品のこと。主に自動車部品として利用されている。
別の名称として、ホットスタンプ、ホットプレス、ホットフォームと言われることもある。

## 概要
加熱した鋼板を、金型でプレス機械により成形すると同時に、その金型と鋼板の接触による冷却を利用し鋼板の焼入れを行うことで、高強度プレス加工部品を製作する工法。鋼板をオーステナイト組織が現れる温度以上に加熱し、金型による冷却にて焼入れを行い、マルテンサイト変態を引き起こす。ほぼ形状の成形が完了した後に組織変態が生じているため、成形時に生じる残留応力発生が少ない。残留応力が少ないことの利点として、スプリングバックが少なく形状凍結性が良い、遅れ破壊の心配が少ない、と言う特徴が挙げられる。
その一方、焼入れ完了後の状態では、高強度であるため追加の加工に制約がある。具体的には、追加の塑性加工が困難であり、プレス加工に依る部品外周の切断が困難である。

## 名前の由来
ダイクエンチとは、”ダイ”＝die：型、”クエンチ”＝quenching：焼入れ、からの造語である。
加熱した鋼板を、金型にて焼入れを行うことに由来する。

## 日本の動向
日本国内での生産は、アイシン高丘株式会社による、後述ダイハツ向け部品生産が最初。その後、豊田鉄工株式会社、ユニプレス株式会社が生産を行っている（2007年12月時点）。
国内最初の適用例は、ダイハツ・MAX（2001年～2005年）での、ドア内部に配置された側面衝突安全対策部品。

## 海外の動向
元々日本よりも欧州が先行した技術である。部品の生産は複数の会社が行っており、生産地域も欧州、日本の他に、北米、ブラジル、中国でも生産体制が構築されている。
フォルクスワーゲンでは、自社内に生産設備を導入して一部部品の生産を行っており、この工法に積極的に取組んでいるメーカーの一つと言える。